# Метниц
Метниц (нем. Metnitz) — ярмарочная коммуна (нем. Marktgemeinde) в Австрии, в федеральной земле Каринтия. 
Входит в состав округа Санкт-Файт.  Население составляет 2358 человек (на 31 декабря 2005 года). Занимает площадь 223,14 км². Официальный код  —  20 518.

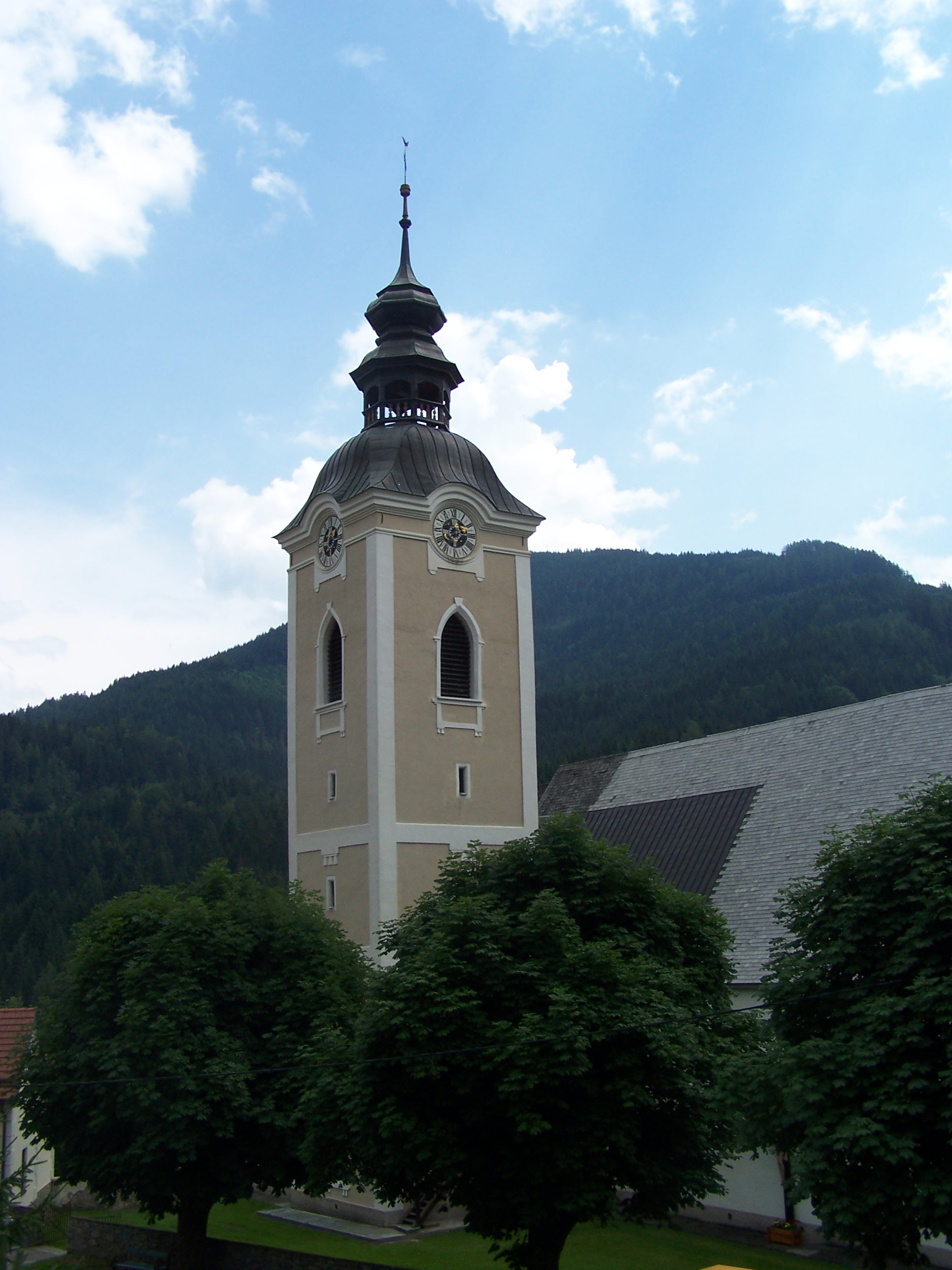
Церковь

## Политическая ситуация
Бургомистр коммуны — Антон Энгль-Вурцер (АНП) по результатам выборов 2003 года.
Совет представителей коммуны (нем. Gemeinderat) состоит из 19 мест.
- АНП занимает 8 мест.
- СДПА занимает 5 мест.
- АПС занимает 3 места.
- parteilos: 3 места.